# Shinshô Hanayama
Shinshō Hanayama (花山 信勝?, Hanayama Shinshō; Kanazawa, 3 dicembre 1898 – 20 marzo 1995) è stato uno scrittore e religioso giapponese.

## Biografia
Hanayama fu un profondo studioso, erudito e professore all'Università imperiale di Tokyo, che si interessò di svariati campi e discipline culturali, oltre a svolgere per tutta la vita il culto buddhista con il ruolo di sacerdote.
Approfondì lungamente, durante la sua formazione culturale e spirituale, l'interpretazione buddhista diffusa dal principe Shotoku (574-621).
Tra le sue occupazioni più conosciute vi fu quella che intraprese nell'immediato secondo dopoguerra a Sugamo, come religioso addetto al servizio presso le carceri giapponesi, dove erano rinchiusi alcuni reduci dalla guerra appena conclusasi, accusati di atrocità ed in procinto di essere giudicati dal tribunale militare internazionale.
Una volta terminato questo suo lavoro di guida spirituale, Hanayama decise di redigere e di far pubblicare sia gli estratti del diario che quotidianamente compilava nelle sue mansioni di 'cappellano', includente la parte essenziale del suo rapporto con i soldati ed i politici incriminati, sia una selezione degli scritti eseguiti dai detenuti fino al giorno della loro esecuzione, avvenuta il 23 dicembre 1948.
Questo suo progetto uscì alle stampe nel 1949 intitolato Hewa no Hakken - Sugamo no Sei to Shi no Kiroku ("La scoperta della pace - Ricordi di vita e di morte di Sugamo"), e riscosse un grande consenso di critica e di pubblico, grazie alla sua mirabile ed innegabile importanza storica, ma anche al suo spessore umano e letterario.
Il libro è stato pubblicato anche in Italia nel 1954 con il titolo La via della pace - tre anni nelle prigioni di Sugamo con i criminali di guerra giapponesi e nel 1975 con il titolo La via dell'Eternità: come seppero morire i criminali di guerra giapponesi, secondo la traduzione francese di Pierre Pascal e con presentazione di Giovanni Artieri.

## Opere
- La via della pace - tre anni nelle prigioni di Sugamo con i criminali di guerra giapponesi (平和の発見 : 巣鴨の生と死の記錄) - Heiwa no hakken : Sugamo no sei to shi no kiroku, 1954;  Traduzione di Giuseppe Morichini.
- Bibliografia del Buddhismo, 1961.
- La storia del juzu, 1962.
- Buddhismo giapponese. Saggi d'introduzione al Buddhismo giapponese, 1962.
- La storia del Buddhismo giapponese, 1966.